# Kołek

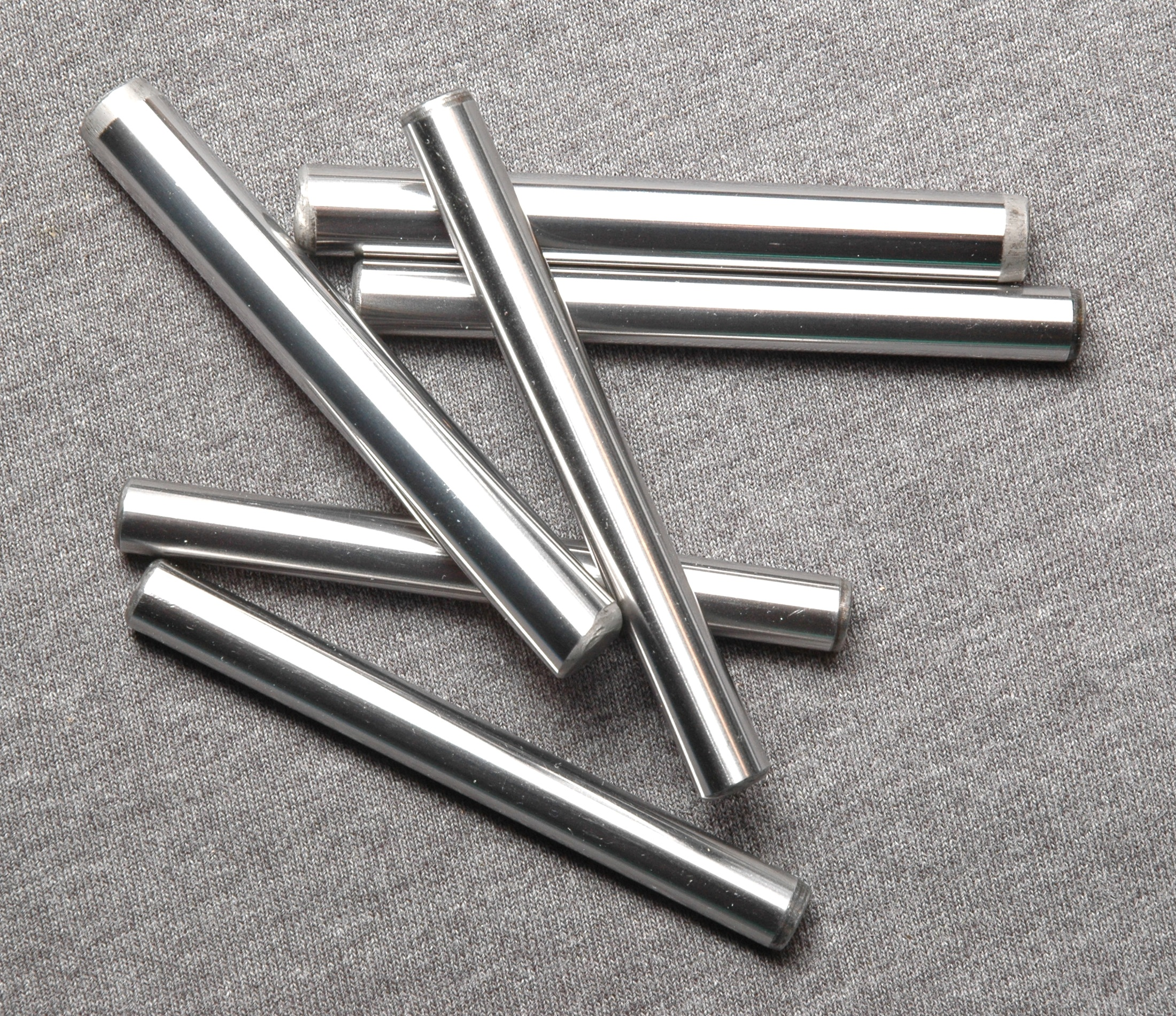
Kołki stalowe

Kołek – element pośredniczący w połączeniu kołkowym, jako element ustalający lub podpierający. Może być stożkowy lub walcowy, gładki lub karbowany, pełny lub sprężysty. Dla potrzeb budowy maszyn wykonuje się kołki metalowe - głównie stalowe. W meblarstwie materiałem na kołki jest głównie drewno i tworzywa sztuczne.
Kołki stosowane w budowie maszyn są znormalizowane.